# کارخانه مونتاژ میشو
کارخانه مونتاژ میشو (به انگلیسی: MAF:Michoud Assembly Facility) یکی از مراکز تولیدی ناسا در نیواورلئان، لوئیزیانا است و از اماکن مهم در برنامه موشکی ایالات متحده به‌شمار می‌رود. مخزن خارجی شاتل فضایی هم در این مرکز ساخته می‌شد.
مساحت این مرکز حدود ۳٫۴ هکتار است. کارخانه مونتاژ میشو، سابقهٔ طولانی در زمینهٔ تولید تجهیزات نظامی و صنعتی دارد و به علت قرار گرفتن در کنار آب، امکان انتقال مواد اولیه و تولیدات را از طریق کشتی ممکن می‌کند. این مرکز در حال حاضر زیر نظر مرکز فضایی مارشال به فعالیت می‌پردازد و حدود ۵۰۰۰ نفر در این مرکز مشغول به کار هستند. در حال حاضر این مرکز در حال ساختن قوی‌ترین راکت فضایی- سامانه پرتاب فضایی - می‌باشد و این راکت قادر به تولید ۳۲۰۰۰ کیلو نیوتن نیروی پیشران است. این راکت برای فرستادن اولین انسان به سیاره مریخ استفاده خواهد شد.

## تاریخچه
این زمین ابتدا حدود ۲۰۰ سال پیش به یک مستعمره‌نشین فرانسوی ساکن این منطقه تعلق داشت. پس از مدتی برای شجاعت یکی از سرباز در جنگ، این زمین به وی اهدا می‌شود. تا سال‌های ۱۹۵۰ این زمین دست به دست می‌شود و معمولاً پایگاه تولید بوده‌است. با شرکت آمریکا در جنگ جهانی، نیروی هوایی ایالات متحده با اجارهٔ بخشی از این مرکز به تولید هواپیماهای باری پرداخت. البته این پروژه با تغییر سیاست آمریکا در زمینهٔ تولید هواپیما لغو شد. در آن زمان این مرکز به مرکز هوایی میشو معروف بود. با شروع جنگ کره، شرکت کرایسلر مأمور شد تا موتورهای تانک‌های جنگی ایالات متحده را تولید کند. این شرکت بدین منظور با تغییراتی ساختاری در این مرکز به شروع ساخت سرسیلندر موتورها کرد. این مورد هم در این مرکز دوام چندانی نداشت. در سال ۱۹۵۱ آخرین بار از این مرکز با عنوان غیرفعال یاد شده بود. در سال ۱۹۶۱ با شروع جنگ سرد با شوروی، برنامهٔ موشکی آمریکا مورد توجه قرار گرفت، کرایسلر و بوئینگ این مرکز را برای طراحی و مونتاژ بخش‌های موشک‌های ساترن ۱ و ساترن ۵ انتخاب کردند. نزدیکی به آب یکی از دلایل آن بود. نام رسمی این مرکز در سال ۱۹۶۵ به کارخانه مونتاژ میشو تغییر یافت. تا سال ۱۹۷۰ در این مرکز موتورهای پیشرانهٔ ساترن۱بی و ساترن۱سی ساخته می‌شد. با پایان یافتن برنامهٔ آپولو و آغاز برنامهٔ شاتل‌های فضایی این مرکز زیر نظر لاکهید مارتین به تولید مخزن‌های خارجی مورد نیاز شاتل‌ها پرداخت.